# Клэпп, Гордон
Гордон Клэпп (англ. Gordon Clapp, род. 24 сентября 1948) — американский актёр, наиболее известный благодаря своей роли детектива Грега Медавоя в длительном телесериале канала ABC «Полиция Нью-Йорка», где он снимался на протяжении двенадцати сезонов, с 1993 по 2005 год. В 1998 году он выиграл премию «Эмми» за лучшую мужскую роль второго плана в драматическом телесериале за свою роль в шоу, а в 1995 году получил награду Гильдии актёров США за лучший актёрский состав в драматическом сериале.
Гордон Клэпп родился в Норт-Конуэй (Нью-Гэмпшир) и обучался актёрскому мастерству в Канаде, где и начал свою карьеру на театральной сцене. Его первая крупная роль была в канадском ситкоме Check It Out! в 1985—1988 годах, после закрытия которого он перебрался в США, где сыграл несколько десятков ролей на телевидении и в кино.
На большом экране Клэпп сыграл заметные роли в фильмах «Восьмёрка выбывает из игры» (1988), «Правила боя» (2000), «Миля лунного света» (2002), «Флаги наших отцов» (2006) и «План игры» (2007). В дополнение к своей роли в «Полиции Нью-Йорка» в последние годы он появился в сериалах «Закон и порядок: Специальный корпус», «Дедвуд», «Мыслить как преступник» и «Схватка», а в 2013 году вернулся к регулярной работе на телевидении с ролью в сериале Фрэнка Дарабонта «Заблудшие ангелы».